# Sandy (chanteuse brésilienne)
Pour les articles homonymes, voir Sandy.
Sandy Leah Lima, née à Campinas le 28 janvier 1983, est une chanteuse Pop et actrice brésilienne. Sandy a fait partie avec son frère Junior du duo de Sandy & Junior. En 2007, ils ont annoncé leur séparation, et en 2010, elle sort son premier album solo, intitulé Manuscrito.

## Biographie
La chanteuse a remporté de nombreux prix, tels que le Multishow Award dans la catégorie « meilleure chanteuse » à deux reprises. Elle a reçu, également, à plusieurs reprises, le prix sponsorisé par Nickelodeon dans la catégorie « Meilleure chanteuse ». Sandy a participé à différents projets en solo ou en collaboration avec d'autres chanteurs de renom dans la musique populaire brésilienne. Le point de départ de la reconnaissance du public en tant que chanteuse a été sa participation à un hommage à la chanteuse Elis Regina, diffusé par la chaîne de télévision Rede Globo, alors qu'elle était âgée de 13 ans.

## Discographie (Solo)
- Manuscrito (2010)
- Manuscrito Ao Vivo (2011)
- Princípios, Meios e Fins [Extended Play] (2012)
- Sim (2013)
- Meu Canto (2016)

## Singles (Solo)
- Pés Cansados (2010)
- Quem Eu Sou (2011)
- Aquela Dos 30 (2012)
- Escolho Você (2013)
- Morada (2014)
- Me Espera (2016)
- Respirar (2017)
- Nosso Nós (2017)